# 青き復讐の花
『青き復讐の花』はNHK BS2の「HVサスペンス」枠で2002年9月19日に放送されたドラマ作品である。本放送終了後2002年12月29日にNHK総合でも放送された。原作はアレクサンドル・デュマ作の『モンテ・クリスト伯』。

## 出演者
- 沙希：宮沢りえ
- 沙希の叔父：渡辺哲
- 丈一：岡本健一
- 久美子：裕木奈江
- 久美子の父・島村：平幹二朗